# Ambasciatori sassoni in Danimarca
L'ambasciatore sassone in Danimarca era il primo rappresentante diplomatico della Sassonia (già dell'Elettorato di Sassonia, già Regno di Sassonia) in Danimarca.
Le relazioni diplomatiche tra i due paesi ebbero inizio nel 1743, ma già da inizio secolo vi erano dei rapporti diplomatici tra i due paesi tramite ministri plenipotenziari.

## Elettorato di Sassonia

### Ministri plenipotenziari
- 1700–1703: Johann von Schade
- 1705–1711: Ernst Christoph von Manteuffel
- 1711–1711: Jost Friedrich von Arnstedt
- 1714–1715: Heinrich Friedrich von Friesen
- 1717–1720: Gottlob Hieronymus von Leipziger

...

### Ambasciatori
- 1757–1768: Gustav Georg von Völkersahm

...
- 1778-?: Carl Heinrich von Schlitz genannt von Görtz

## Regno di Sassonia
- 1808–1815: Hans Rudolph August von Gersdorf
- 1815–1836: Benedict Christian von Merbitz